# 上海海事大学
上海海事大学（シャンハイかいじだいがく、英語: Shanghai Maritime University）は、中国上海市浦東新区臨港新城海港大道1550号に本部を置く中国の国立大学。1909年創立、1959年大学設置。

## 概観
中国の高等航海教育は上海に始まる。清末の1909年に郵伝部上海高等実業学堂（南洋公学）船政科が中国の高等航海教育に先鞭を付けた。1912年に呉淞商船学校が成立し、1933年には呉淞商船専科学校と名称変更した。1959年に交通部は上海に上海海運学院を創設し、交通部所属の教育機関とした。2000年からは上海市と交通部の共同運営となり、上海市が管理の主体となった。2004年に教育部の批准により上海海運学院は上海海事大学と名称変更した。

## 沿革
- 1909年　盛宣懐が上海に創立した南洋公学の船政課が前身である。
- 1912年　呉淞商船学校として創立する。
- 1928年　呉淞商船専門学校に改称。
- 1950年、呉淞商船学校と上海交通大学航業管理系が合併して、上海航務学院を成立
- 1959年　上海海運学院に改称。
- 2004年　上海海事大学に改称。

## 教育および研究

### 学部
- 商船学院
- 交通運輸学院
- 経済管理学院
- 経済管理学院（亜洲郵輪学院）
- 物流工程学院
- 信息工程学院
- 外国語学院
- 文理学院
- 海洋科学与工程学院
- 継続教育学院
- 高等技術学院、港湾学校
- 海洋材料科学与工程研究院
- 法学院
- 物流工程学院（中荷機電工程学院）
- 徐悲鴻芸術学院
- 物流科学与工程研究院
- 上海高級国際航運学院
- マルクス主義学院

### 附属機関
- 中国・オランダ経済研究セーター
- 上海国際出荷研究セーター
- 上海港機械品質監督・テストセーター
- コンテナ・サプライチェーン技術研究セーター
- 海事法研究セーター
- ナビゲーション科学研究所
- 電気オートマチック研究所
- 水経済研究所
- 機械工程デザイン研究所
- シミュレーション技術研究所
- ネットワークコンピューティング研究所
- 応用数学・物理研究所
- 高等教育研究所

## 施設

### キャンパス
- 臨港新城キャンパス
- 東キャンパス

## 学術交流
- 神戸大学
- 東京海洋大学
- テキサス大学オースティン校
- 韓国海洋大学校
- 国立台湾海洋大学
- 世界海事大学
- 西オーストラリア大学